# Папа Јован XXII
Папа Јован XXII (1249, Каор - 4. децембра 1334), рођен као Жак Дуез био је други авињонски папа (7. августа 1316 — 4. децембра 1334). Подржавао је булу папе Бонифација VIII, Unam Sanctam и био је под потпуним утицајем француског двора. Овај корумпирани папа је улазио у сукобе са фрањевцима и са самим Светим римском царством, желећи да повећа своју моћ. Тако је ушао и у сукоб са кардиналом Наполеоном Орсинијем. Сматрао је да папство има моћ над осталим владарима и превише је централизовао црквену администрацију. Служио је као саветник католичким владарима, посебно краљевима Француске и Напуља, а такође залагао се за мир у Енглеској. Основао је правну библиотеку у Авињону. Написао је бројна књижевна дела. Волео је уметност и био је великодушан према многим универзитетима. Био је човек озбиљног и строгог карактера.

## Младост и успон
Још као млад постао је доминиканац, а касније је студирао право у Монпељеу и Паризу. После тога је предавао грађанско право у Каору и Тулузу. Тада је дошао у блиске односе са напуљским краљем Карлом II Напуљским. Године 1309. Карло га је именовао својим канцеларом, али Жак је 1310. године због Карлове смрти пребачен у Авињон. 23. децембра 1312. године је проглашен за кардинала-бискупа Портоа. Жак је као и други кардинали био на страни папе против Темплара.

## Долазак на папску столицу
20. априла 1314. године умро је папа Климент V. 24 кардинала, 8 италијанских, 10 гаскоњских, 3 провансалских и 3 из осталих делова Француске, су се много пута скупљали у Карпантри да изаберу новог папу, али нису били сложни ко ће бити нови папа. Околни кнезови су покушали да наметну неког кардинала за папу да би се прекинуло расуло у Папској држави, али доживели су неуспех и коначно расуло је прекинуто када се умешао Филип V (краљ Француске). Он је 26. јуна 1316. године сазвао сабор у Лионској доминиканској цркви, где је, 7. августа, од стране 23 кардинала за папу изабран Жак. После његовог крунисања 5. новембра Жак је под новим именом као Јован XXII отишао у Авињон.

## Побуна Фрањеваца
Фрањевци су 1316. године тврдили да папство нема моћ над владарима и папа их осуђује. То изазива њихову побуну на југу Француске и у Италији. Ту побуну Јован није могао угушити, јер је умро главнокомандујући његове војске Гонзалвез. Нови главнокомандијући Мишел од Чезене је 1317. године апеловао на Јована да саслуша Фрањевце и он их је саслушао у Перуђи 23. јануара 1318. године и 1322. године осудио је њихову доктрину о томе да папство треба да буде сиромашно, док се Мишел слагао с тим. Фрањевци су због тога третирани као јеретици, чак су неки и спаљени на ломачи, али остали су побегли на Сицилију. 1324. године папа је потврдио своју булу из 1322. године. Фрњевцу су због тога 25. маја 1328. године склопили савез са краљем Римљана.

## Крсташки поход против Србије
После српске анексије Срема, који је припадао Угарској, а угарски краљ Карло Роберт је објавио рат српском краљу Стефану Урошу II Милутину. У савез против Србије, поред Угарске са Далмацијом и Хрватсом, ушло је и Напуљско краљевство. Овај крсташки рат подржавао је и сам Јован.

### Хрватски напад
После тога Хрватска је напала Србију. Њима су се супротставили браћа Бранивојевићи, владари Стона. До 10. априла 1318. године Младен II Шубић, бан Хрватске и Далмације је освојио Хум. После тога у рат са Младеном ушао је и сам Милутин. У овом рату српска победа је била потпуна, а Младена су 1319. године спасли Дубровчани, који су посредовали за мир. Младен је чак морао дати свог рођеног брата омишког кнеза Гргура за таоца.

### Напуљски напад
Пред крај 1318. године против Милутина је устао капетан-маршал Албаније, војвода Тарента, напуљски принц и титуларни латински цар у егзилу Филип II Тарентски. Њему су се придружили албански племићи под вођством браће Мусакија. Папа Јован XXII је бодрио Филипа, па је 1319. године наговорио још неке албанске племиће Павла Матаранга, Виљема Аријанта, Владислава Гоному и браћу Блиниште, али то није помогло па је Филип био приморан да склопи мир.

### Угарски напад
Године 1319. Карло Роберт је, освојивши Срем, напао Милутина у Мачви и околини Београда. После освајања Срема војска се поделила у две групе. Једна је лако освојила Београд и спалила га, али није могла да освоји Космај, а друга је продрла у Србију до Колубаре, али није успела да освоји Рудник.

### Крај рата
Карло је тражио од папе да позове Католике на борбу против Србије. Звао је у помоћ бохемијског краља Јована Слепог, пољског краља Владислава IV Пјаста и краљеве немачке Лудвига IV Баварског и Фридриха I Хабзбурга, али нико од њих се није одазвао, па је 1320. године склопљен општи мир.

## Финансијска криза
За време Јовановог понтификата Папска држава је ушла у у финансијску кризу, па су надбискупи и блажени од 1319. године до 1322. године морали давати новац папи. Донет је и закон о томе да папа мора преузети целу заоставштину умрлих бискупа. Француско краљевство је пружило папи финансијску помоћ. Ове мере су биле изузетно успешне и убрзо је покривен минус у папском буџету. Због мера је, ипак, презиран.

## Односи са Светим римским царством

### Грађански рат Светог римског царства
После смрти, цара Светог римског царства, Хајнриха VII Луксембуршког 24. августа 1313. године у Светом римском царству је дошло до грађанског рата између Хебзбурговаца Фридриха I и Вителсбаха Лудвига IV Баварског.

### Сукоб са Лудвигом Баварским
Када је Лудвиг победио у рату и 2. марта 1323. године сменио Роберта Напуљског са положаја царског намесника Италије, Јован, коме је Роберт саветовао да ниједног кандидата не признаје, је 23. марта 1324. године екскомуницирао Лудвига, јер је хтео да се борба настави, хтео је да наведе Лудвига да пусти Фридриха из затвора и зато што га је 16. новембра 1323. године на сабору у Нирнбергу, Лудвиг прогласио јеретиком, који се бави симонијом. 22. маја после још неких увреда Јован је поново екскомуницирао Лудвига. Лудвиг је као одговор на то почео да прогони неке кардинале који су признавали екскомуникацију. После тога папа га поново екскомуницира 11. јула. На страни Лудвига су се тада нашли Фрањевци, који су се поново побунили против папе, опет тврдећи да папа треба бити сиромашан, пап и универзитет у Паризу су оштро осудили те Фрањевачке идеје 23. октобра 1327. године, а на папиној страни Напуљско краљевство, чијег је краља Роберта Напуљског папа именовао за царског намесника у Италији у јулу 1317. године. Роберт је успео освојити комуну Ђенову 1318, а нешто касније и маркгрофивију Салуцо.

### Антипапство
У фебруару 1327. године Лудвиг је одржао конгрес гибелина у Тренту. У 3. априла Јован Лудвигу одузима сва права на немачки и баварски престо и позвао га да се у року од шест месеци појави пред папством. Лудвиг се није појавио већ се 30. маја крунисао гвозденом круном Ломбардије и свргунио тамошња два папина бискупа.
17. јануара 1328. године Лудвига је римски сенатор Шара Клона, у Риму, крунисао за цара Светог римског царства, а сутрадан је поново прогласио Јована јеретиком, папин портрет је 12. маја спаљен, а 22. маја Лудвиг поставља фрањевца за антипапу Николу V, који је свргнут 1329. године чим је Лудвиг напустио Рим, јер је наметнуо високе порезе. Сам антипапа је тражио опроштај од Јована, који му је, 25. августа 1330. године, опростио.

### Крсташки рат против Лудвига и последице
После тога је почео крсташки рат против Лудвига, који је папа проповедао још од 1328. године. Тада је цела Италија признала Јована за папу. За то време Лудвиг је преместио престолницу у Минхен и постао је заштитник филозофа и фрањеваца, који нису признавали папу, такви су на пример били: Вилијам Окамски, Микеле из Чезене и Марсилије из Падове, требало је да они помогну Лудвигу у борби против Јована. Јован је те фрањевце и филозофе екскомуницирао. Почетком 1330. Лудвиг је почео губити савезнике и поседе у Ломбардији. Посредовањем надбискупа Трира, Балдвина, аустријског војводе Отона Хабзбурга и Јована Луксембуршког, краља Бохемије, у мају су почели преговри о миру између папе и Лудвига. Јован је тражио да се Лудвиг одрекне царске титуле, што је довело до престанка преговора, али су ипак преговори о Лудвиговој абдикацији, 1333. године настављени, ипак су брзо после тога одложени.
Јованов рат са Лудвигом је исцрпео Свету столицу па је папа морао да тражи заштиту француског краља.

## Неслагања теолога са папом и смрт
Јован је проповедао да они блажени не виде Бога док се на заврши последња пресуда, чак је и написао рад о томе док још није постао папа. Због тога је на крају свог понтификата долазио у сукобе са многим теолозима, који су сматрали да је та мисао јеретичка. Долазило је и до нереда на универзитету у Паризу када су Доминиканци покушали да шире папину мисао. У новембру 1333. године папа је дозволио да теолози јавно износе своја мишљења, али то су почели радити тек од децембра. Потом је Јован 4. јануара 1334. године изјавио да ништа није хтео урадити против Светог Писма.
Јован је умро 4. децембра исте године, а пред смрт је повукао своје проповеди. Иза себе је оставио богатство и поседе у вредности од 800.000 златних флорина.